# Gunnar Lundquist (läkare)
Gunnar Axel Rudolf Lundquist, född 19 mars 1907 i Filipstad, död 23 november 1998, var en svensk psykiater. 
Lundquist blev medicine licentiat vid Karolinska institutet i Stockholm 1934, medicine doktor 1945 och docent i psykiatri vid Uppsala universitet 1947. Han var underläkare vid Långbro sjukhus 1935–42, biträdande läkare vid Stockholms öppna vård av psykiskt sjuka 1942–45, överinspektör för sinnessjukvården i riket 1946–49, överläkare vid Långbro sjukhus 1949–62 samt laborator/biträdande professor i klinisk alkoholforskning vid Karolinska institutet och överläkare vid kliniken för alkoholsjukdomar på Karolinska sjukhuset 1962–73. 
Lundquist var föredragande i Medicinalstyrelsen 1939–45, ledamot av 1946 års alkoholistvårdsutredning, ledamot av Medicinal-/Socialstyrelsens vetenskapliga råd 1949–76, av kommittén för sinnessjukvårdens utbyggande 1950–68, av Världshälsoorganisationens expertråd 1950–76, av psykiatriska nämnden 1956–79 och av Försvarets sjukvårdsstyrelses vetenskapliga råd 1961–75. Han var ordförande i Svenska psykiatriska föreningen 1949–52, i Skandinaviska psykofarmakologiska sällskapet 1961–70 och ordförande i Stiftelsen Fanny Hirschs minne 1967–92. Han författade skrifter i psykiatri och mentalhygien.